# Людиновские рабочие волнения
Людиновские рабочие волнения — стихийные выступления рабочих горного завода в селе Людиново Жиздринского уезда Калужской губернии в 1861 и 1865—1866 годах.

## Выступления 1861 года
Первые волнения на заводе, который принадлежал генерал-майору Сергею Мальцову, произошли 5 апреля 1861 года. Рабочие выступили против попытки публичной порки розгами работника слесарного отделения Григория Кучерова. В донесении исправника Еропкина говорится, что инициатором наказания Григория Кучерова был его отец, мастеровой Пантелей Кучеров. Он просил о публичной порке, поскольку сын пьянствует и не слушает его. Около ста мастеровых, бросив работу, пришли в отделение к Еропкину и заявили протест: «Его, Кучерова, никто не смеет наказывать, и мы его не дадим». Под натиском рабочих наказание отменили, однако исправник решил посадить в заводскую полицию «главного зачинщика и грубияна» мастерового Исайя Равского. Тем не менее уже через полтора часа на квартиру Еропкина явились более сотни рабочих, потребовав освободить Равского или арестовать их всех. Еропкину удалось успокоить рабочих.

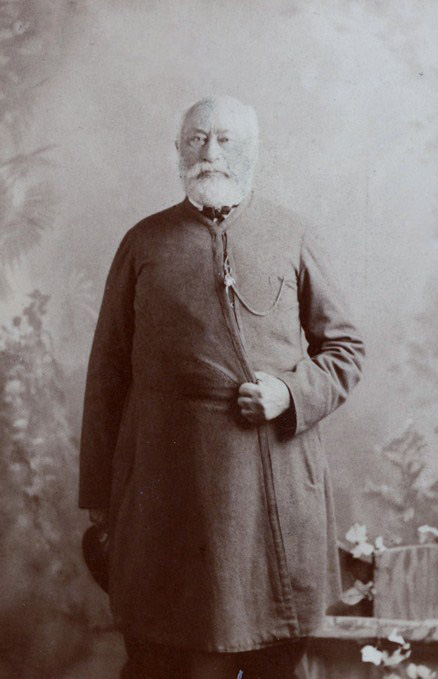
Владелец Людиновского горного завода Сергей Мальцов

Однако вскоре мастеровых, которых заводская контора назвала зачинщиками протеста (Якова Полякова, Василия Вьюшкина, Михаила Трофимова-Французова, Никиту Фарапонова, Платона Фарапонова, Максима Комагорова и Родиона Зайцева), по распоряжению Мальцова арестовали, заковали в кандалы и с целью предотвращения развития бунта отправили в Калугу. Тем же вечером, когда Мальцов находился на Людиновском заводе и делал внушения рабочим, на предприятие прибежали с расположенного по соседству Сукремльского чугунолитейного завода и потребовали освободить братьев Фарапоновых. Заводовладелец сделал прибывшим выговор за то, что они оставили работу без разрешения, и сказал, что арестованные не заслуживают никакого прощения и что «поступок их будет судить правительство».
Тем не менее 12 апреля под давлением мастеровых, остановивших работу, арестованных освободили.
Происшествие на Людиновском заводе встревожило императора Александра II. В декабре 1861 года он сделал Мальцову выговор за самоуправство.

## Волнения 1865—1866 годов
Несмотря на реакцию императора, порядки на предприятии остались прежними. В апреле 1865 года рабочие Людиновского завода отправили в Санкт-Петербург ходоков, сельского старосту Якова Дарочкина и волостного старшину Василия Вьюшкина. Они должны были передать властям жалобы на Мальцова, а также попробовать договориться о ссуде, с тем чтобы организовать артельный чугунолитейный завод. Мысль о собственном предприятии появилась у рабочих под влиянием социалистических пропагандистов А. А. Бибикова и А. К. Маликова, входивших в «Ишутинский кружок».
Когда Дарочкин и Вьюшкин возвратились в Людиново, их отстранили от должностей. Однако рабочие отказались выбирать кого-либо вместо них. Сопротивление заводчан руководству продолжалось с перерывами с июля 1865 по сентябрь 1866 года. Волнения распространились на располагавшиеся по соседству деревни и Сукремльский завод. Сломить сопротивление рабочих удалось только введённым на заводы войскам.
В результате 14 человек были арестованы. Дарочкин и Вьюшкин были обвинены в социалистической пропаганде по каракозовскому делу. В 1866 году их отправили в ссылку в Вологодскую губернию. Дарочкин по пути к месту ссылки умер.
Рабочие на дознаниях заявляли, что Мальцов мстит рабочим за то, что те «не ходили к нему с хлебом-солью» после реформы 1861 года.